# 三雷镇

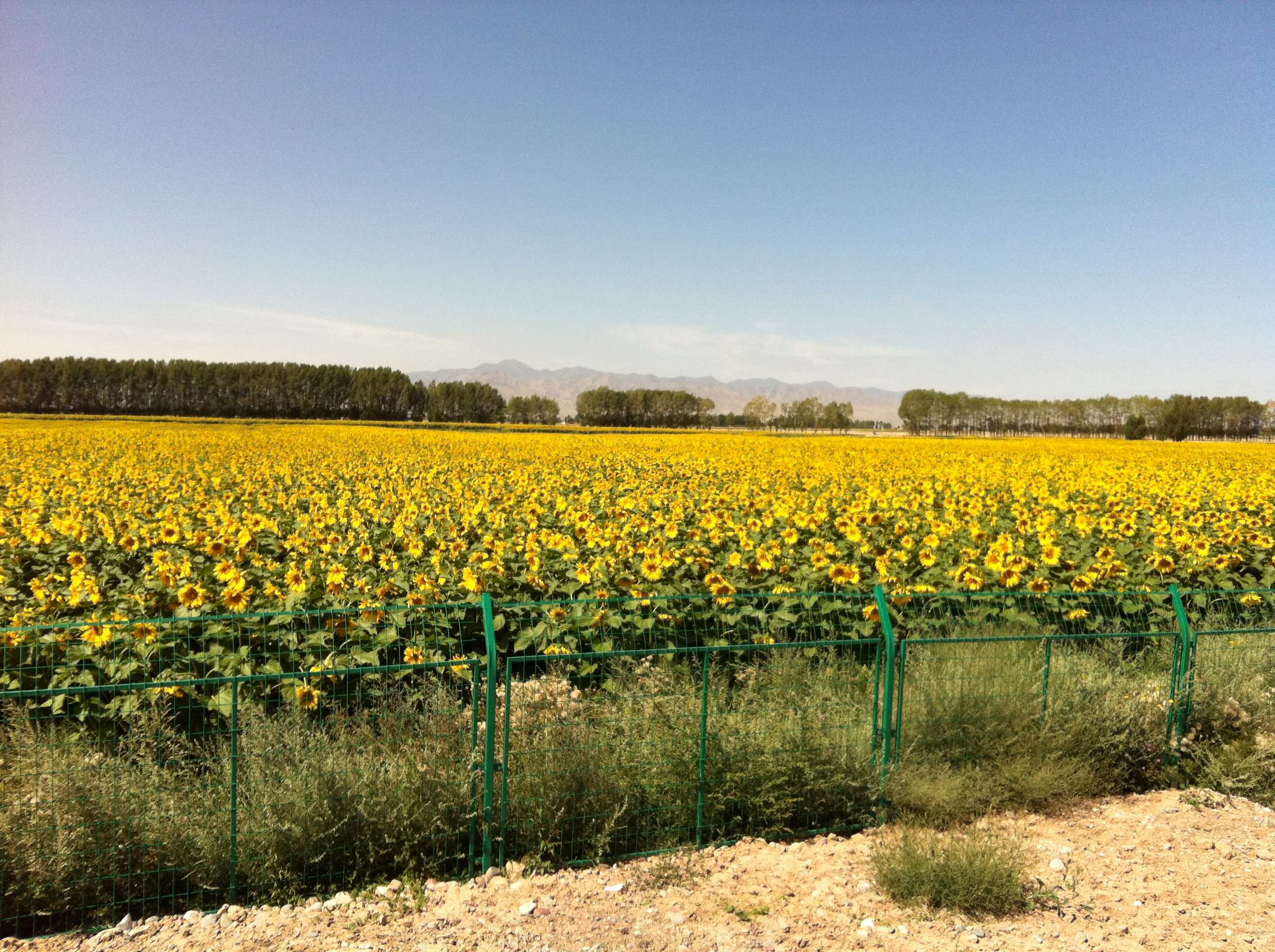
三雷镇

三雷镇，是中华人民共和国甘肃省武威市民勤县下辖的一个乡镇级行政单位。

## 行政区划
三雷镇下辖以下地区：
东街社区、南街社区、西街社区、北街社区、东关社区、北关社区、新关社区、新民村、上陶村、中陶村、三陶村、新陶村、三新村、建新村、上管村、中管村、下管村、赵湖村、上雷村、中雷村、下雷村、渠尾村、石羊河林业总场生活区和石羊河林业总场大滩分场。